# 成都师范学院
成都师范学院（英語：Chengdu Normal University），座落于四川省会成都，前身为创建于1955年的四川教育学院。2012年3月，学院经教育部批准改建更名为成都师范学院。成都师范学院是四川省人民政府举办，省教育厅直管的国家公办全日制普通本科院校。

## 教学单位
- 教育与心理学院（初等教育学院）
- 文学与新闻学院
- 史地与旅游学院
- 马克思主义学院
- 外国语学院
- 经济与管理学院
- 数学学院
- 物理与工程技术学院
- 化学与生命科学学院
- 计算机科学学院
- 美术学院
- 音乐学院
- 体育学院
- 教师教育学院
- 继续教育学院
- 国际教育学院[5]